# Libertades del aire
Las libertades del aire, en el ámbito del Derecho aeronáutico, son una serie de derechos relativos a la aviación comercial que garantizan a las aerolíneas de un Estado entrar en el espacio aéreo de otro Estado y aterrizar en este.

Países que reconocen las «libertades del aire» (2007).

Se diferencia entre libertades técnicas, libertades comerciales y otras libertades; para un total de 9. Las cinco primeras fueron definidas en el Convenio de Chicago de 1944, mientras que las 4 restantes las establece la doctrina:
Libertades técnicas
- Primera libertad: el derecho de volar sobre el territorio de otro estado sin aterrizar.
- Segunda libertad: el derecho de aterrizar en el territorio de otro estado por razones técnicas.

Libertades comerciales
- Tercera libertad: el derecho de desembarcar pasajeros, correo y carga tomados en el territorio del país cuya nacionalidad posee la aeronave.
- Cuarta libertad: el derecho de tomar pasajeros, correo y carga destinados al territorio del país cuya nacionalidad posee la aeronave.
- Quinta libertad: el derecho de tomar y el de desembarcar pasajeros, correo y carga con destino o procedente de terceros estados.

Estas libertades se establecieron mediante dos acuerdos. El primero era el Acuerdo sobre Tránsito Aéreo Internacional. Regulaba las 2 primeras libertades, llamadas libertades técnicas. Otorga a las aeronaves dedicadas a servicios regulares de transporte las dos primeras libertades, y es una expresión de la teoría de la soberanía limitada.
Además, el Convenio de Chicago de 1944, firmado al mismo tiempo que los otros dos, consagraba en su artículo 5, las dos primeras libertades para los servicios internacionales no regulares.
El segundo, era el Acuerdo sobre Transporte Aéreo Internacional, que regulaba las 5. Las últimas tres libertades, se conocen como libertades comerciales. Este no fue ratificado por muchos estados. Aquí se intentó asentar las dos primeras libertades, y las otras, para las aeronaves civiles y comerciales no dedicadas al transporte regular, porque para las aeronaves dedicadas a vuelos regulares se requiere autorización especial, para usar las últimas tres libertades (ya que pueden disponer de las primeras dos libertades por el Acuerdo sobre Tránsito Aéreo Internacional, el primer acuerdo mencionado).
Mediante estos acuerdos se consagra el derecho al tránsito inocente.
Otras libertades
- Sexta libertad: el derecho de un operador aéreo de realizar vuelos comerciales entre otros dos estados vía su propio territorio.
- Séptima libertad: el derecho de un operador aéreo de realizar vuelos comerciales enteramente fuera de su territorio.
- Octava libertad: el derecho de un operador aéreo de realizar vuelos comerciales dentro del territorio de otro estado comenzando o finalizando en su propio país (cabotaje consecutivo).
- Novena libertad: el derecho de un operador aéreo de realizar vuelos comerciales dentro del territorio de otro estado sin comenzar o finalizar en su propio país (cabotaje autónomo).